# Voinești (Dâmbovița)
Voineşti es una comuna ubicada en el distrito de Dâmbovița, Rumania.

## Superficie
Posee una superficie de 81,03 kilómetros cuadrados.

## Demografía
Hasta 2021 la población era de 5911 habitantes, con una densidad de población de 72,95 habitantes por kilómetro cuadrado.